# Ty Walker
Taylor Riley (Ty) Walker (Smithtown (New York), 3 maart 1997) is een Amerikaanse snowboardster. Ze vertegenwoordigde haar vaderland op de Olympische Winterspelen 2014 in Sotsji.

## Carrière
Bij haar wereldbekerdebuut, in januari 2013 in Copper Mountain, scoorde Walker direct wereldbekerpunten. Op de FIS wereldkampioenschappen snowboarden 2013 in Stoneham eindigde de Amerikaanse als vijfde op het onderdeel slopestyle. In december 2013 behaalde ze in Copper Mountain haar eerste toptienklassering in een wereldbekerwedstrijd. Tijdens de Olympische Winterspelen van 2014 in Sotsji eindigde Walker als veertiende op de slopestyle.
Op 20 december 2014 boekte de Amerikaans in Istanboel haar eerste wereldbekerzege. In Kreischberg nam ze deel aan de FIS wereldkampioenschappen snowboarden 2015. Op dit toernooi eindigde ze als veertiende op het onderdeel big air en als twintigste op het onderdeel slopestyle.

## Resultaten

### Olympische Winterspelen
| Jaar | Plaats | Resultaten     |
| ---- | ------ | -------------- |
| 2014 | Sotsji | 14e Slopestyle |

### Wereldkampioenschappen
| Jaar | Plaats      | Resultaten                 |
| ---- | ----------- | -------------------------- |
| 2013 | Stoneham    | 5e Slopestyle              |
| 2015 | Kreischberg | 14e Big Air 20e Slopestyle |

### Wereldbeker
Eindklasseringen
| Seizoen   | Algm | BA     | SBS |
| --------- | ---- | ------ | --- |
| 2012/2013 | 53e  | –      | 21e |
| 2013/2014 | 40e  | –      | 21e |
| 2014/2015 | 5e   | Zilver | 14e |

Wereldbekerzeges
| Datum            | Plaats    | Onderdeel |
| ---------------- | --------- | --------- |
| 20 december 2014 | Istanboel | Big air   |